# Torneo Promocional Amateur
El Torneo Promocional Amateur también conocido como Promocional Amateur o Torneo Promocional es un campeonato correspondiente a la quinta y última categoría para los clubes directamente afiliados a la AFA. El certamen reemplazó a la Primera D, a partir de 2024.

## Antecedentes
A principios de 2023 la Asociación del Fútbol Argentino anunció la unificación de las divisiones Primera C y Primera D, para la siguiente temporada. El lugar de esta última, la quinta categoría para los clubes directamente afiliados a la AFA, fue ocupado por el Torneo Promocional Amateur.
El certamen está limitado a jugadores aficionados, que cumplan no más de 25 años al 31 de diciembre del año en curso. No obstante, se acepta la participación de profesionales que hayan tenido su primer fichaje en el propio club cuyo plantel integran.

## Modo de disputa

### Ascensos
Los 12 equipos participantes del torneo se dividen en 2 zonas de 6 equipos mediante el sistema de todos contra todos a dos ruedas, donde el primer lugar de cada zona jugarían la final a partido unico en cancha neutral para definir al campeón, donde el ganador jugaría un partido de promoción ante un equipo de la Primera C, en caso de que gane dicho partido ascendería de categoría en caso de que pierda dicho encuentro mantendría la categoría.

## Historial
Con catorce clubes invitados,la primera edición se disputó en 2024, a partir del 23 de febrero. El Club Deportivo Camioneros consiguió el primer logro de la temporada al consagrarse campeón matemático tres jornadas antes de la finalización del Torneo Apertura, con lo que obtuvo el ascenso, el primero del año considerando todas las categorías del fútbol argentino.
El Club Estrella del Sur consiguió el segundo ascenso, como campeón del Torneo Clausura.
Deportivo Camioneros fue el ganador de la Copa de Campeones.

## Equipos participantes
En el Promocional Amateur 2025 participan los siguientes equipos.
| Equipo                                     | Ciudad         | Liga de origen                    | Estadio                 | Capacidad |
| ------------------------------------------ | -------------- | --------------------------------- | ----------------------- | --------- |
| Barrancas Fútbol Club                      | Buenos Aires   | -                                 | No posee                | -         |
| Club Atlético Belgrano                     | Zárate         | Liga Zarateña                     | Luis Vallejos           | 4000      |
| Club Atlético Defensores de Glew           | Glew           | Liga Metropolitana de San Vicente | Glorioso de Parque Roma | 500       |
| Club Atlético Pilar                        | Pilar          | Liga Escobarense                  | Atlético Pilar          | 500       |
| Club Deportivo Metalúrgico                 | Manuel Alberti | Liga Escobarense                  | Deportivo Metalúrgico   | 150       |
| Club Estrella de Berisso                   | Berisso        | Liga Amateur Platense             | José Manuel Vicente     | 350       |
| Club Everton                               | La Plata       | Liga Amateur Platense             | Oscar Funes             | 2500      |
| Club Náutico Hacoaj                        | Tigre          | Liga Escobarense                  | Shimon Peres            | 800       |
| Club Social y Deportivo Juventud de Bernal | Bernal         | Liga Lujanense                    | No posee                | -         |
| Club Unión Deportivo Provincial            | Empalme Lobos  | Liga Lobense                      | Enrique Chiosso         | 200       |
| Fútbol Club Ezeiza                         | Ezeiza         | Liga Metropolitana de San Vicente | Santiago Maratea        | 150       |
| Social Atlético Televisión                 | Moreno         | Liga Lujanense                    | 12 de agosto            | 700       |

| 1. 2. 3. 4. 5. |

## Estadísticas generales

### Palmarés
| Torneos cortos | Torneos cortos | Torneos cortos |
| -------------- | -------------- | -------------- |

| Temporada | Torneo   | Campeón                   | Subcampeón                | Tercero             |
| --------- | -------- | ------------------------- | ------------------------- | ------------------- |
| 2024      | Apertura | Deportivo Camioneros (33) | Estrella del Sur (25)     | Ezeiza (22)         |
| 2024      | Clausura | Estrella del Sur (33)     | Deportivo Camioneros (26) | Náutico Hacoaj (22) |

| Equipo               | Campeonatos | Subcampeonatos |
| -------------------- | ----------- | -------------- |
| Deportivo Camioneros | 1 (Ap 2024) | 1 (Cl 2024)    |
| Estrella del Sur     | 1 (Cl 2024) | 1 (Ap 2024)    |